# Eduard Pflüger

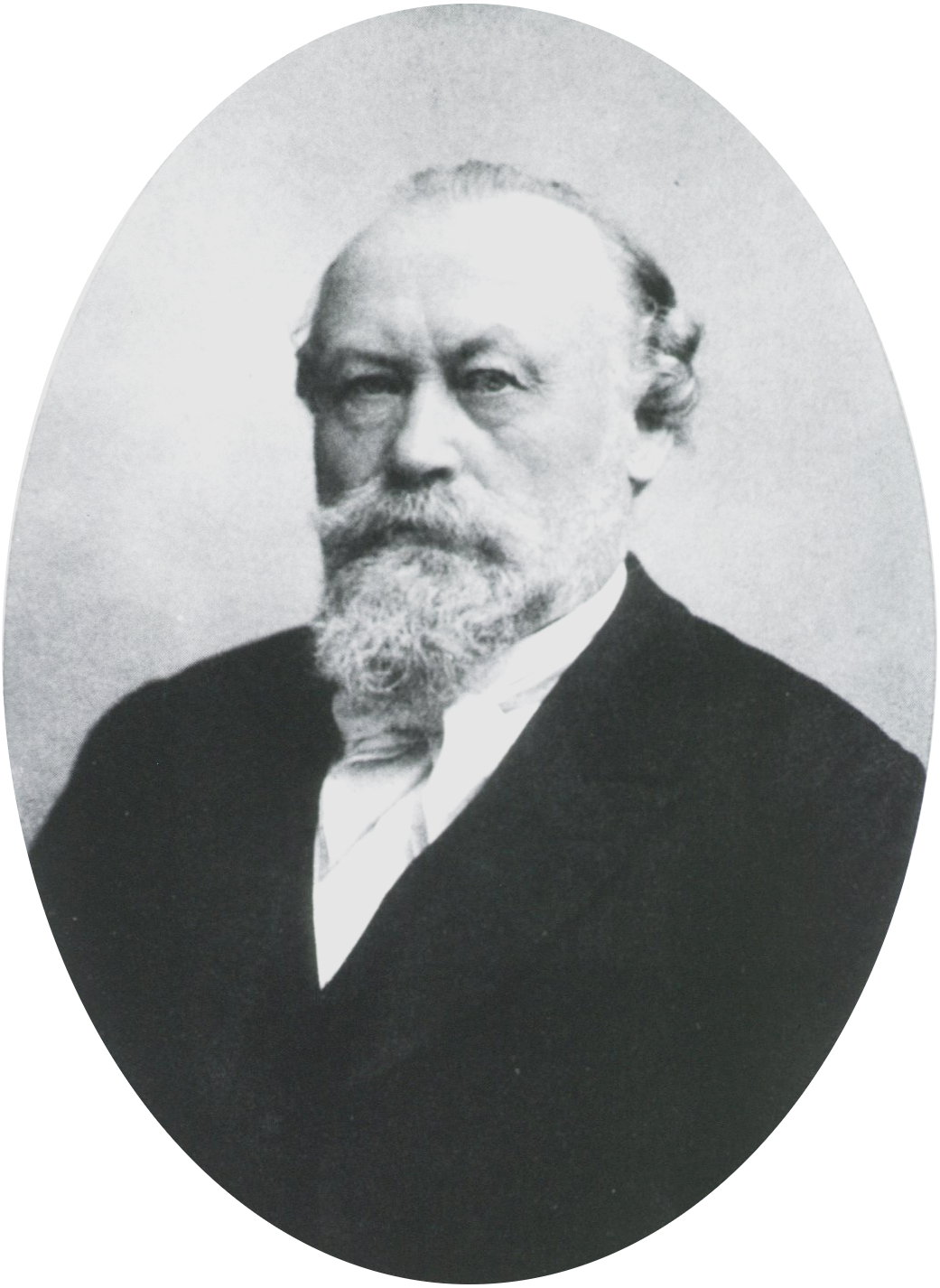
Eduard Pflüger

Eduard Friedrich Wilhelm Pflüger (* 7. Juni 1829 in Hanau; † 16. März 1910 in Bonn) war ein deutscher Physiologe, insbesondere auf dem Gebiet der Elektrophysiologie mit der Erforschung der Zusammenhänge von elektrischer Nerven- und Muskelerregbarkeit.

## Leben

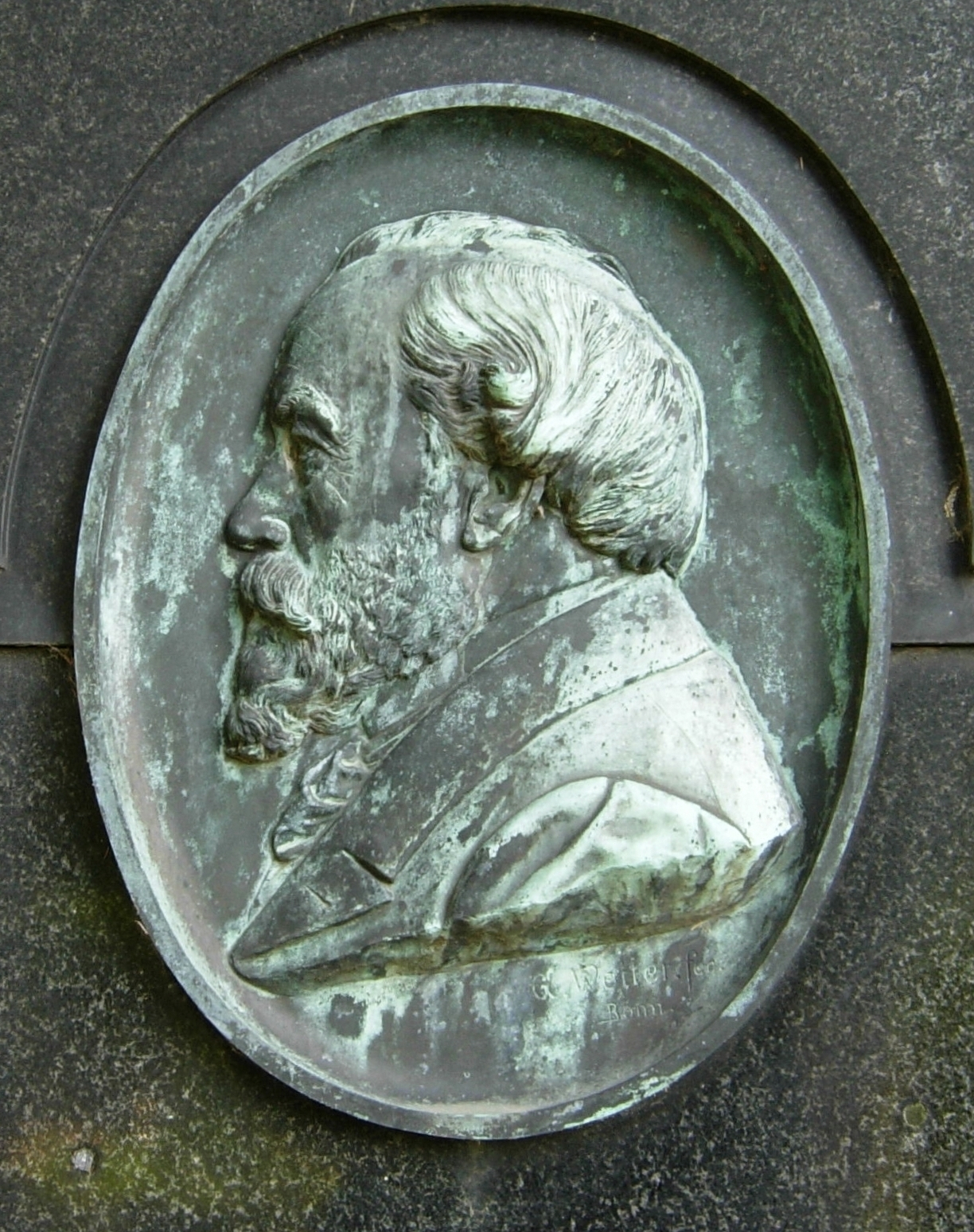
Eduard Pflüger

Eduar Pflüger begann 1849 ein Studium der Politik in Heidelberg und wandte sich 1850 der Medizin zu, die er in Marburg, wo er 1851 eine Dissertation über die psychischen Funktionen des Rückenmarks beim Frosch schrieb (De functionibus medullae oblongatae et spinalis psychicis. Dissertation Gießen, erschienen Berlin 1851) und Berlin studierte, wo er insbesondere Schüler der Physiologen Johannes Müller und Emil Du Bois-Reymond war und 1853 eine weitere Doktorarbeit Ueber das Hemmungs-Nervensystem für die peristaltischen Bewegungen der Gedärme (erschienen in Berlin, bei A. Hirschwald, 1857) anfertigte und damit am 14. Dezember 1855 (mit dem Dissertationstitel De nervorum splanchnicorum functione) promoviert wurde. In Berlin arbeitete er als Assistent von Emil Du Bois-Reymond und habilitierte sich 1858 für Physiologie. Bereits 1859 erhielt er einen Ruf als ordentlicher Professor  auf den neuen Lehrstuhl für Physiologie an der Bonner Universität, wo er von 1889 bis 1890 Rektor war.
Pflüger gründete 1868 die Zeitschrift Archiv für die gesammte Physiologie des Menschen und der Thiere (heute: Pflügers Archiv – European Journal of Physiology).
In Bonn erfolgte auch seine Ernennung zum Geheimen Medizinalrat.
Einer seiner Schüler war Nathan Zuntz, später selbst ein bedeutender Physiologe.
Im Jahr 1877 veröffentlichte Pflüger seine Arbeit mit der Beschreibung eines biologischen Regelkreises mit Rückkopplung anhand des Pupillenreflexes. Es folgten zahlreiche weitere Publikationen, in denen er sich vorzugsweise mit den sensorischen Funktionen des Rückenmarks, der Atmungsphysiologie und des Elektrotonus, zu dem er ab 1860 tierelektrische Studien begonnen hatte, beschäftigte. Nach ihm ist auch das „Pflügersche Zuckungsgesetz“ benannt.
1878 zog er in das neuerbaute physiologische Institut in Poppelsdorf. Wegen seiner besonderen Leistungen auf dem Gebiet der Funktion der Nerven und Zellen wurde er seit 1902 mehrfach für den Nobelpreis nominiert.

## Ehrungen
Seit 1909 war Eduard Pflüger Ehrenbürger der Stadt Bonn und Träger des Ordens Pour le Mérite für Wissenschaften und Künste. 1872 wurde er zum korrespondierenden Mitglied der Göttinger Akademie der Wissenschaften gewählt. 1873 wurde er zum Mitglied der Preußischen Akademie der Wissenschaften gewählt. Seit 1888 war er auswärtiges Mitglied der Royal Society, seit 1894 korrespondierendes Mitglied der Russischen Akademie der Wissenschaften in Sankt Petersburg, seit 1901 auswärtiges Mitglied der Königlich Niederländischen Akademie der Wissenschaften, seit Dezember 1902 assoziiertes Mitglied der Académie royale des Sciences, des Lettres et des Beaux-Arts de Belgique und seit 1905 Ehrenmitglied (Honorary Fellow) der Royal Society of Edinburgh.

## Wissenschaftliche Arbeiten
- De functionibus medullae oblongatae et spinalis psychicis. Medizinische Dissertation Gießen 1851.
- Die sensorischen Functionen des Rückenmarks der Wirbelthiere. Nebst einer neuen Lehre über die Leitungsgesetze der Reflexionen. Hirschwald, Berlin 1853. (Digitalisat und Volltext im Deutschen Textarchiv)
- De nervorum planchnicorum functione. Medizinische Dissertation Berlin, 1855.
- Das Hemmungsnervensystem für die peristaltische Bewegung der Gedärme. Hirschwald, Berlin 1857. (Digitalisat)
- Experimentalbeitrag zur Theorie der Hemmungsnerven. In: Archiv für Anatomie, Physiologie und wissenschaftliche Medicin. 1859, S. 13–29
- Ueber ein neues Reagens zur Darstellung des Axencylinders. In: Archiv für Anatomie, Physiologie und wissenschaftliche Medicin. 1859, S. 132
- Ueber die Ursache des Oeffnungstetanus. In: Archiv für Anatomie, Physiologie und wissenschaftliche Medicin. 1859, S. 133–148
- Ueber die Bewegungen der Ovarien. In: Archiv für Anatomie, Physiologie und wissenschaftliche Medicin. 1859, S. 30–32
- Bemerkungen zur Physiologie des centralen Nervensystems. In: Archiv für die gesammte Physiologie des Menschen und der Thiere. Band 15, 1877, S. 150–152
- Lehrbuch der Psychiatrie für Aerzte und Studirende. Urban & Schwarzenberg, Wien und Leipzig 1883
- Neurasthenie (Nervenschwäche), ihr Wesen, ihre Bedeutung und Behandlung vom anatomisch-physiologischen Standpunkte für Aerzte und Studirende. Urban & Schwarzenberg, Wien und Leipzig 1885